# دایسوکه واتانابه (بازیگر)
دایسوکه واتانابه (انگلیسی: Daisuke Watanabe؛ زادهٔ ۶ نوامبر ۱۹۸۲) بازیگر اهل ژاپن است.